# Iserlia, Bolgrad
Iserlia (în ucraineană Вільне, transliterat: Vilne) este un sat în comuna Tarutino din raionul Bolgrad, regiunea Odesa, Ucraina.

## Demografie
Componența lingvistică a comunei Iserlia
     Bulgară (92,7%)
     Rusă (2,67%)
     Ucraineană (1,6%)
     Română (1,31%)
     Găgăuză (1,25%)
     Alte limbi (0,06%)
Conform recensământului din 2001, majoritatea populației comunei Iserlia era vorbitoare de bulgară (92,7%), existând în minoritate și vorbitori de rusă (2,67%), ucraineană (1,6%), română (1,31%) și găgăuză (1,25%).